# Breckland
Breckland is een Engels district in het shire-graafschap (non-metropolitan county OF county) Norfolk en telt 139.000 inwoners. De oppervlakte bedraagt 1305 km². Hoofdplaats is Dereham.
Van de bevolking is 19,2% ouder dan 65 jaar. De werkloosheid bedraagt 2,6% van de beroepsbevolking (cijfers volkstelling 2001).

## Plaatsen in district Breckland
- Great Hockham
- Rockland St Peter
- Wilby

## Civil parishesin district Breckland
Ashill, Attleborough, Banham, Bawdeswell, Beachamwell, Beeston with Bittering, Beetley, Besthorpe, Billingford, Bintree, Blo' Norton, Bradenham, Brettenham, Bridgham, Brisley, Bylaugh, Carbrooke, Caston, Cockley Cley, Colkirk, Cranwich, Cranworth, Croxton, Dereham, Didlington, East Tuddenham, Elsing, Foulden, Foxley, Fransham, Garboldisham, Garvestone, Gateley, Gooderstone, Great Cressingham, Great Dunham, Great Ellingham, Gressenhall, Griston, Guist, Hardingham, Harling, Hilborough, Hockering, Hockham, Hoe, Holme Hale, Horningtoft, Ickburgh, Kempstone, Kenninghall, Kilverstone, Lexham, Litcham, Little Cressingham, Little Dunham, Little Ellingham, Longham, Lynford, Lyng, Mattishall, Merton, Mileham, Mundford, Narborough, Narford, Necton, New Buckenham, Newton by Castle Acre, North Elmham, North Lopham, North Pickenham, North Tuddenham, Old Buckenham, Ovington, Oxborough, Quidenham, Riddlesworth, Rocklands, Roudham and Larling, Rougham, Saham Toney, Scarning, Scoulton, Shipdham, Shropham, Snetterton, South Acre, South Lopham, South Pickenham, Sparham, Sporle with Palgrave, Stanfield, Stanford, Stow Bedon, Sturston, Swaffham, Swanton Morley, Thetford, Thompson, Tittleshall, Tottington, Twyford, Watton, Weasenham All Saints, Weasenham St. Peter, Weeting-with-Broomhill, Wellingham, Wendling, Whinburgh and Westfield, Whissonsett, Wretham, Yaxham.